# F. Ross Johnson
Pour les articles homonymes, voir Fredrik Johnson (homonymie) et Johnson.
Frederick Ross Johnson, né le 13 décembre 1931 à Winnipeg (Manitoba) et mort le 29 décembre 2016 à Jupiter (Floride) est un homme d'affaires canadien, connu en tant que dirigeant de l'entreprise agro-alimentaire Nabisco dans les années 1980.

## Biographie
F. Ross Johnson est devenu président de RJ Reynolds Tobacco Company après la fusion en 1985. Il aurait reçu un des plus gros parachutes dorés avec 53,8 ou 58 millions de dollars en 1989.

## Distinction
- Officier de l'ordre du Canada